# Calistoga
Calistoga és una població dels Estats Units a l'estat de Califòrnia. Segons el cens del 2000 tenia 5.190 habitants.

## Demografia
Segons el cens del 2000, Calistoga tenia 5.190 habitants, 2.042 habitatges, i 1.243 famílies. La densitat de població era de 770,7 habitants per km².
Dels 2.042 habitatges en un 29% hi vivien nens de menys de 18 anys, en un 47,2% hi vivien parelles casades, en un 8,2% dones solteres, i en un 39,1% no eren unitats familiars. En el 31,4% dels habitatges hi vivien persones soles el 17,1% de les quals corresponia a persones de 65 anys o més que vivien soles. El nombre mitjà de persones vivint en cada habitatge era de 2,51 i el nombre mitjà de persones que vivien en cada família era de 3,2.
Per edats la població es repartia de la següent manera: un 23,3% tenia menys de 18 anys, un 8,5% entre 18 i 24, un 27% entre 25 i 44, un 21,7% de 45 a 60 i un 19,6% 65 anys o més.
L'edat mediana era de 38 anys. Per cada 100 dones de 18 o més anys hi havia 94,6 homes.
La renda mediana per habitatge era de 38.454 $ i la renda mediana per família de 44.375 $. Els homes tenien una renda mediana de 32.344 $ mentre que les dones 29.844 $. La renda per capita de la població era de 21.134 $. Entorn del 5,2% de les famílies i el 8% de la població estaven per davall del llindar de pobresa.

## Poblacions més properes
El següent diagrama mostra les poblacions més properes.